# Nhà thờ chính tòa Đức Mẹ Vô Nhiễm, Moskva
Nhà thờ chính tòa Đức Mẹ Vô Nhiễm Moskva hay Nhà thờ chính tòa Đức Maria vô nhiễm nguyên tội Moskva (tiếng Nga: Собор Непорочного Зачатия Пресвятой Девы Марии, Sobor Neporotschnowo Satschatija Preswjatoj Dewy Marii, tên bình dân là: Костёл / Kostjol hay Кирха / Kirkha - "Nhà thờ Công giáo") là một nhà thờ kiến trúc tân Gothic được tổng giáo phận Công giáo Moskva dùng làm nhà thờ chính tòa. Nằm trong quận trung tâm, đây là một trong 2 nhà thờ duy nhất của Công giáo ở Moskva và là nhà thờ Công giáo lớn nhất ở Nga.
Việc xây dựng nhà thờ chính tòa này do chính quyền Sa hoàng đề nghị năm 1894. Lễ khởi công diễn ra năm 1899. Việc xây dựng bắt đầu từ năm 1901 và được hoàn thành 10 năm sau. Nhà thờ gồm 3 gian dọc, xây bằng gạch đỏ theo bản thiết kế của kiến trúc sư Tomasz Bohdanowicz-Dworzecki. Phong cách kiến trúc chịu ảnh hưởng của tu viện Westminster và nhà thờ chính tòa Milano.
Được các quỹ của các giáo xứ Nga và các nước lân bang đài thọ, nhà thờ được thánh hiến như một nhà nguyện dành cho giáo xứ người Ba Lan ở Moskva năm 1911. Do hậu quả của cuộc cách mạng Nga năm 1917, chính phủ lâm thời Nga bị những người Bolshevik lật đổ và nước Nga trở thành một nước trong Liên bang Xô Viết. Do chủ trương áp dụng chủ nghĩa vô thần chống mọi tôn giáo, chính phủ Xô Viết ra lệnh đóng cửa nhà thờ này vào năm 1938. Trong thời Chiến tranh thế giới thứ hai, nhà thờ này đã bị đe dọa phá hủy, nhưng sau chiến tranh thì nhà thờ này được sử dụng cho các mục đích dân sự như nhà kho và sau đó là nhà ăn ở tập thể. Sau sự sụp đổ của Liên Xô và Đông Âu năm 1991, nhà này được trả lại dùng làm nhà thờ từ năm 1996. Năm 2002 nhà thờ này được nâng lên hàng nhà thờ chính tòa. Sau một đợt trùng tu và trang trí lại tốn kém, nhà thờ này đã được tái thánh hiến trong năm 2005.
Sau 58 năm bị sử dụng vào những mục đích dân sự, nhà thờ này lại được dùng làm nơi thờ tự. Hiện nhà thờ có những nghi thức phụng vụ bằng nhiều ngôn ngữ khác nhau, trong đó có tiếng Nga, tiếng Ba Lan, tiếng Triều Tiên, tiếng Anh, tiếng Pháp, tiếng Tây Ban Nha, tiếng Armenia và tiếng Latin. Đàn đại phong cầm của nhà thờ hiện nay là đàn organ thứ ba kể từ khi xây nhà thờ, do nhà thờ chính tòa Basel (Thụy Sĩ) tặng.
Hiện nay, nhà thờ này được đưa vào danh sách di sản của Liên bang Nga và được bảo tồn.

## Lịch sử

### Thời kỳ xây dựng đầu tiên

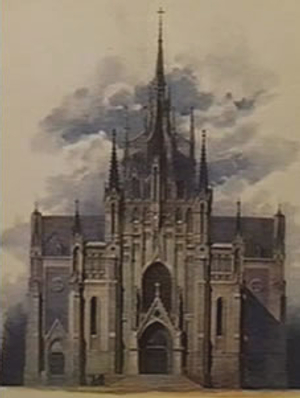
Bản thiết kế quy hoạch của kiến trúc sư Tomasz Bohdanowicz-Dworzecki

Vào cuối thế kỷ 19, ở Moskva chỉ có 2 nhà thờ Công giáo: nhà thờ thánh Louis của người công giáo Pháp và nhà thờ thánh Phêrô và Phaolô dành cho người Công giáo Ba Lan. Do cộng đoàn người Công giáo Ba Lan ở Moskva tăng lên tới khoảng 30.000 người, ngôi nhà thờ của họ trở nên quá nhỏ bé, không đủ sức chứa. Sau khi nộp đơn lên thống đốc Moskva xin xây một nhà thờ mới, năm 1894 hội đồng thành phố đã biểu quyết cho phép xây một nhà thờ mới, với nhiều điều kiện trong đó có 2 điều kiện liên quan tới địa điểm xây cất: nhà thờ mới phải xây ở bên ngoài trung tâm khu thành cổ, và không được ở gần nơi thánh thiêng của Chính thống giáo Nga.
Theo điều kiện đòi hỏi của Hội đồng thành phố, ngày 16 tháng 5 năm 1895 giáo xứ đã thương lượng mua khu đất 10 hecta (22 acre) ở phố Malaya Gruzinskaya, thời đó khu đất này vẫn còn ở ngoại ô thành phố, xung quanh là ruộng đồng và vườn cây. Ngày nay khu này thuộc về khu trung tâm đô thị, ở bên ngoài đại lộ bao quanh khu trung tâm thành phố, ngay bên ngoài tuyến đường xe điện ngầm Koltsevaya bao quanh khu trung tâm thành phố, là khu có nhiều nhà cao tầng từ khi phát triển đô thị ở thế kỷ 20. Giá mua khu đất này thời đó là 10.000 rúp Nga bằng vàng (xấp xỉ 260.000 dollar Mỹ tính theo năm 2012). do tiền quyên tặng. Hợp đồng mua bán đất và danh sách đầy đủ mọi người quyên tặng tiền hiện vẫn còn lưu trong hồ sơ lưu trữ của thành phố Moskva và thành phố Sankt Peterburg.
Một điều kiện nữa mà Hội đồng thành phố áp đặt cho việc xây dựng nhà thờ mới như sau: "Xét vì đã có sẵn 2 nhà thờ Công giáo rồi, thì nhà thờ tương lai phải lớn hơn các nhà thờ cũ, với một thánh giá ở đầu hồi, nhưng không có tháp chóp nhọn và tượng điêu khắc ở bên ngoài". Bản đồ án xây dựng do kiến trúc sư người Nga gốc Ba Lan Tomasz Bohdanowicz-Dworzecki thiết lập. Mặc dù đồ án không tuân thủ điều kiện cuối cùng (về tháp nhọn) của hội đồng thành phố, nhưng vẫn được chấp thuận. Theo đồ án thì nhà thờ có đủ chỗ ngồi cho 5.000 tín đồ. Lễ khởi công diễn ra từ năm 1899, nhưng việc xây dựng bắt đầu từ 1901 tới năm 1911 mới hoàn tất. Chi phí xây dựng là 290.000 rúp Nga bằng vàng (xấp xỉ 7.500.000 dollar Mỹ tính theo năm 2012), phần lớn là do các thành viên trong giáo xứ Ba Lan ở Moskva đóng góp, số còn lại do các giáo xứ Công giáo khắp nước Nga, Ba Lan và Belarus quyên góp.

Nhà thờ được thánh hiến ngày 21 tháng 12 năm 1911 với danh hiệu "Nhà thờ Đức Mẹ Vô Nhiễm". Buổi lễ thánh hiến được các báo Nga và Ba Lan loan tin rộng rãi. Tờ Russkoye Slovo của Moskva viết:
 Trên đường phố Malaya Gruzinskaya tồi tàn, bẩn thỉu, đã mọc lên một nhà thờ Công giáo mới kỳ diệu, có tính nghệ thuật cao, được cung hiến cho Đức Maria vô nhiễm nguyên tội. Có độ rộng và chiều cao lớn lao, ... với nhiều tháp nhỏ và tháp lớn cùng thánh giá. Nhà thờ chính tòa mới này gây một ấn tượng sâu sắc  ... Mọi chi tiết đều trông rất ấn tượng và nổi bật: không hề thấy một sai sót nhỏ về phong cách nghệ thuật.
Từ năm 1911 tới năm 1917, người ta đã quyên tiền để mua sắm đồ nội thất, tương đối khá sơ sài, ngoại trừ bàn thờ chính rất đẹp. (Những đồ nội thất nguyên thủy vẫn còn giữ được cho tới thập niên 1930). Nhiều phần trong đồ án xây dựng đã bị bỏ: sàn nhà không được lát bằng đá cẩm thạch như dự thảo mà bằng bê tông thông thường; bên ngoài mặt tiền không có các tháp nhọn. Nhiều nguồn khác nhau về việc xây dựng các tháp nhọn: một số người cho rằng chúng được xây năm 1923, nhưng một số khác lại cho rằng chúng chưa hoàn tất cho tới khi tái thiết nhà thờ vào năm 1999. Những người nói các tháp nhọn được xây dựng năm 1923 cho rằng chúng đã bị hủy hoại trong thời Chiến tranh thế giới thứ hai.

### Bị đóng cửa và chuyển đổi mục đích sử dụng

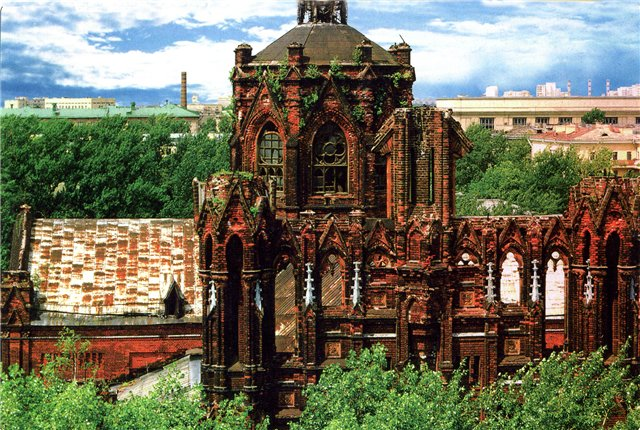
Nhà thờ hư hại năm 1980

Sau cuộc Các mạng Nga năm 1917, chính phủ Nga lâm thời bị những người Bolshevik lật đổ, và Đế quốc Nga trở thành một nước trong Liên bang Xô Viết mới. Do chủ trương áp dụng chủ nghĩa vô thần chống mọi tôn giáo, chính phủ Xô Viết ra lệnh đóng cửa nhiều nhà thờ. Giáo xứ thánh Phêrô và Phaolô bị chính phủ cộng sản giải thể trong năm 1929, việc cử hành thánh lễ bị cấm triệt để.
Năm 1935 nhà thờ mới này bị tịch thu các khu vườn chung quanh để lấy đất xây một trường học trong năm sau, và cuối cùng nhà thờ bị đóng cửa ngày 30 tháng 7 năm 1938 (trước đó 9 ngày, nhà thờ thánh Phêrô và Phaolô cũng cùng chung số phận). Sau khi bị đóng cửa, nhà thờ đã bị lấy đi nhiều vật dụng, kể cả bàn thờ chính và cây đàn organ. Nhà thờ đã bị sử dụng làm kho chứa rau quả trong nhiều tháng, sau đó được xây lại thành 4 tầng lầu dùng làm nơi cư trú và ăn ở tập thể.
Chỏm nhọn của tháp chính bị gỡ bỏ trong thời kỳ diễn ra trận Moskva (1941) nhằm ngăn ngừa Luftwaffe (Không quân Đức) dùng nó làm mục tiêu nhận ra vị trí tấn công. Ngay sau khi chiến tranh kết thúc trong năm 1945, các khu vườn cũ của nhà thờ bị sáp nhập vào khu nhà chung cư cao tầng. Năm 1956 một trận hỏa hoạn đã khiến cho phần cửa trời lấy ánh sáng phía trên vòm tháp chính bị sụp đổ. Các cư dân chiếm ngụ nhà thờ dần dần được đưa tới các nhà khác, và các thành viên của "Viện nghiên cứu Mosspetspromproyekt" (tiếng Nga: Мосспецпромпроект) nắm quyền sở hữu ngôi nhà thờ cũ này. Việc làm của viện nghiên cứu này chủ yếu là lập ra các bản vẽ dự án cho các nhà máy công nghiệp, nhưng cũng thiết kế cái vạc đốt lửa cho sân vận động Luzhniki dùng trong Thế vận hội Mùa hè 1980.
Trong thập niên 1960 và 1970, phần bên ngoài của nhà thờ bị hư hại nhiều. Trong số những người quan tâm đến sự hư hỏng của nhà thờ, có ca sĩ kiêm nhạc sĩ sáng tác Vladimir Vysotsky, người sống ở bên kia đường phố đối diện nhà thờ. Vào cuối thập niên 1970 thành phố định tái thiết ngôi nhà thờ để có thể dùng làm phòng hòa nhạc cho đàn organ hoặc trung tâm văn hóa nói chung. Tuy nhiên các dự án này không hề được thực hiện, do sự phản kháng của Viện nghiên cứu Mosspetspromproyekt.

### Được sử dụng lại cho mục đích tôn giáo

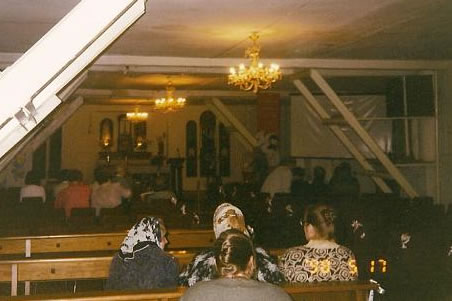
Các giáo hữu cầu nguyện trong nhà thờ được phỏng theo tạm thời, khoảng 1993

Chính sách glasnost được áp dụng trong thời nắm quyền của Mikhail Sergeyevich Gorbachyov, đã đóng vai trò quyết định trong việc phát triển tự do tôn giáo trong Liên bang Xô Viết. Do vậy, năm 1989, một nhóm người Công giáo Moskva và hiệp hội văn hóa "Nhà Ba Lan" (tiếng Nga: Дом Польский), đề nghị đưa tòa nhà này vào sử dụng lại cho mục tiêu tôn giáo. Sau khi được thành phố đồng ý, nhà thờ này đã được dùng trở lại làm nơi thờ phụng tạm thời. Thánh lễ đầu tiên được cử hành tại cầu thang nhà thờ kể từ 60 năm qua trong lễ kính Đức Maria vô nhiễm nguyên tội ngày 8 tháng 12 năm 1990. Thánh lễ do linh mục người Ba Lan Tadeusz Pikus cử hành, người sau này trở thành Giám mục phụ tá của tổng giáo phận Warszawa.
Tháng 1 năm 1990, một nhóm người Công giáo ở Moskva đã chính thức thành lập giáo xứ Đức Mẹ vô nhiễm nguyên tội. Ngày 13 tháng 4 năm 1991 giáo hoàng Gioan Phaolô II ban hành thư luân lưu Providi quae, thiết lập "Giám quản Tông Tòa cho nước Nga thuộc châu Âu". Tổng Giám mục giám quản tông tòa, Tadeusz Kondrusiewicz, ban hành giáo lệnh tái thiết nhà thờ ngày 21 tháng 4 năm 1991. Được sự cho phép của thành phố, một thánh lễ thứ hai lại được cử hành ở cầu thang nhà thờ nhân ngày quốc khánh Ba Lan vào ngày 3 tháng 5 năm 1991. Việc thiết lập giáo xứ được ban tư pháp của Hội đồng thành phố Moskva chính thức công nhận ngày 31 tháng 5 năm 1991. Trong thời gian đó nhiều phần của nhà thờ đã bị Viện nghiên cứu Mosspetspromproyekt cho nhiều công ty thuê lại.
Từ ngày 7 tháng 6 năm 1991, các thánh lễ được cử hành mỗi ngày chủ nhật ở sân nhà thờ, vì Viện nghiên cứu Mosspetspromproyekt vẫn chiếm đóng nhà thờ. Ngày 15 tháng 7 năm 1991, linh mục Josef Sanewski, thuộc Dòng Salêdiêng Don Bosco, được bổ nhiệm làm cha xứ. Việc dạy giáo lý được thực hiện thường xuyên dưới sự hướng dẫn của các nữ tu dòng Don Bosco từ ngày 29 tháng 11 năm 1991. Cùng thời gian đó, các hội từ thiện đầu tiên được thành lập để chăm sóc và giúp đỡ các người nghèo. Ngày 1 tháng 2 năm 1992 phó thị trưởng thành phố Moskva, Yury Luzhkov, đã ký một nghị định ra lệnh cho Viện nghiên cứu Mosspetspromproyekt trả lại tòa nhà từ năm 1994. Ngày 2 tháng 7 năm 1992 các thành viên của giáo xứ đã vào chiếm xưởng làm việc của Viện nghiên cứu trong nhà thờ. Hội đồng thành phố Moskva đã chấp nhận việc chiếm đóng này, nên sau đó đã xây một bức tường ngăn với phần còn lại của tòa nhà. Tại khu vực xưởng cũ này, thánh lễ đã được cử hành thường xuyên.

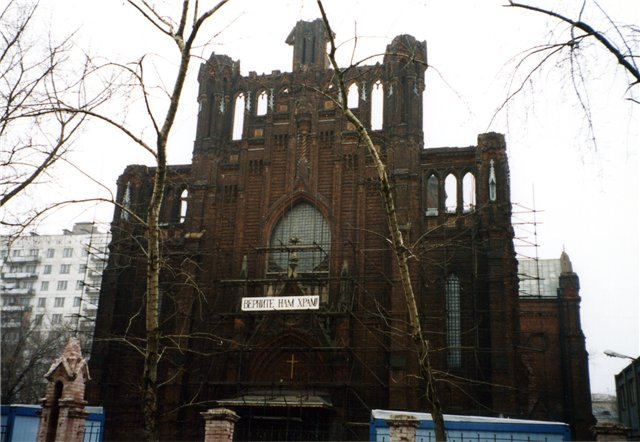
Nhà thờ trước khi tái thiết (giữa thập niên 1990). Biểu ngữ ghi: Hãy trả nhà thờ cho chúng tôi!" (Верните нам храм!)

Ngày 7 tháng 3 năm 1995 bức tường ngăn cách nói trên đã bị các thành viên giáo xứ gỡ bỏ và bắt đầu lau chùi giàn kèo đỡ mái nhà. Viện nghiên cứu gọi đơn vị cảnh sát đặc nhiệm OMON tới ngăn cản. Ngày hôm sau đã xảy ra xung đột giữa giáo dân với cảnh sát, nhiều giáo dân trong đó có một nữ tu sĩ đã bị thương. Những người khác bị bắt, kể cả cha xứ và một chủng sinh, nhưng hôm sau họ đã được thả. Sau vụ việc này, vị giám quản Tông Tòa Tadeusz Kondrusiewicz đã viết một thư ngỏ cho tổng thống Nga Boris Yeltsin vào ngày 9 tháng 3 năm 1995, yêu cầu ông can thiệp, trong đó có đoạn: "Dường như sự bách hại giáo hội đã trở thành lịch sử rồi mà. Phải vậy không? Tôi không thể nhớ là (khi nào) đã nhìn thấy một linh mục bị bắt, và cũng không thể nhớ là (khi nào) đã nhìn thấy một nữ tu sĩ bị đánh đập".
Kết quả là viên thị trưởng thành phố Moskva Yuri Luzhkov, một người được Yeltsin bổ nhiệm, đã ký quyết định ngày 7 tháng 3 năm 1995 ra lệnh di dời viện nghiên cứu ra khỏi nhà thờ từ năm 1996. Cùng lúc đó, Viện nghiên cứu đã viết thư cho Luzhkov mô tả vụ việc xảy ra trước đó theo quan điểm của họ, và yêu cầu bồi thường việc họ mất tòa nhà. Trong một cuộc họp với Đại sứ Ba Lan, Stanisław Ciosek, ngày 15 tháng 3 năm 1995, quyền thị trưởng thành phố Moskva - Alexander Musykantski - đảm bảo với ông rằng việc trả lại nhà thờ sẽ được hoàn tất vào cuối năm.
Ngày 19 tháng 3 năm 1995, một thánh lễ do sứ thần Tòa Thánh John Bukowski chủ tế được cử hành trong phần nhà thờ đã đòi lại, trong đó vị sứ thần đã chuyển phép lành của giáo hoàng cho cộng đoàn giáo xứ. Trong một quyết định mới ngày 2 tháng 11 năm 1995, Luzhkov ra lệnh cho Viện nghiên cứu Mosspetspromproyekt di dời khỏi nhà thờ chậm nhất là vào cuối năm. Ngày 2 tháng 1 năm 1996 khi lệnh di dời không được thi hành, các giáo dân đã vào khu cực viện nghiên cứu và đem đồ đạc của viện ra ngoài. Giám đốc viện, Evgeny Afanasyev lại gọi cảnh sát tới, nhưng lần này họ từ chối can thiệp. Sau đó, viên giám đốc viện đã yêu cầu cha xứ gia hạn di dời 2 tuần lễ, và Viện Mosspetspromproyekt đã dời khỏi tòa nhà ngày 13 tháng 1 năm 1996. Ngày 2 tháng 2 năm 1996, tổng giáo phận Mẹ Thiên Chúa Moskva đã nhận được phép chính thức sử dụng vĩnh viễn nhà thờ này.

### Trùng tu và tái thánh hiến

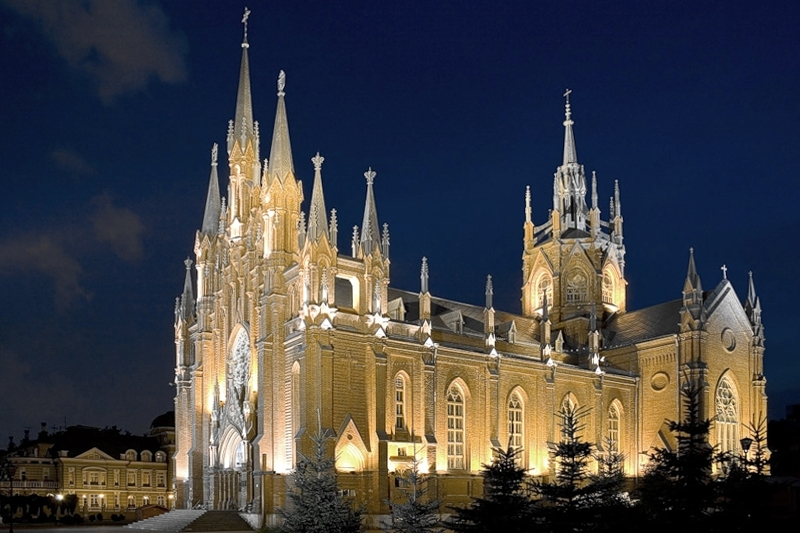
Cảnh nhà thờ chính tòa đã tu bổ vào ban đêm. Dàn đèn chiếu sáng bên ngoài được bố trí vào cuối năm 2005.

Đầu thập niên 1990, "Cơ quan bảo vệ Công trình xây dựng lớn" đã lập kế hoạch tu bổ nhà thờ dự trù vào năm 1997 nhân dịp kỷ niệm ngày thành lập thành phố Moskva lần thứ 850. Đề án này đã không được thực hiện do tranh chấp về việc chiếm giữ. Tuy nhiên, năm 1995 thành phố đã quyết định cho tu bổ và giáo xứ phải chịu các chi phí tu bổ. Một ban tái thiết đã được thành lập gồm linh mục chính xứ Josef Sanevski làm chủ tịch, các thành viên là sử gia người Nga Stanislav Durnin, nhà thầu xây dựng Ba Lan và chính trị gia Grzegorz Tuderek.
Từ năm 1996 tới năm 1999, việc tu bổ nhà thờ đã được thực hiện với sự giúp đỡ của các nhà tài trợ là công ty EnergoPol của Ba Lan, và Hiệp hội các nhà thờ Công giáo Đức Renovabis. Chính phủ Nga đã cấp vốn khi chấm dứt dự án. Việc trùng tu đã diễn ra ban đầu dưới sự chỉ đạo của các công ty Ba Lan PKZ và Budimex, họ đã phục hồi hoàn toàn mặt tiền nhà thờ và mái nhà. Từ tháng 9 năm 1998, linh mục Andrzey Stetskevich và kiến trúc sư Jan Tajchman của công ty Toruń của Ba Lan đã cùng trông coi việc tái thiết; trước đây họ đã cùng trông coi việc tái thiết Nhà thờ chính tòa Đức Mẹ lên trời của Công giáo ở Sankt Peterburg. (linh mục Stetskevich sau này thăng lên làm tổng đại diện tổng giáo phận Công giáo Moskva). Các đồ đạc cố định và bàn thờ mới do các chuyên gia Ucraina, Belarus và Nga thực hiện. Các công ty ở Moskva thực hiện việc lắp ghép đá cẩm thạch ở bên trong và bên ngoài nhà thờ. Các đồ nội thất được các sinh viên của trường phục chế ở Sankt Peterburg sản xuất, dưới sự chỉ đạo của Vladimir Mukhin. Các kính màu dùng cho cửa sổ hình hoa hồng ngoài mặt tiền được làm ở Toruń, còn các cửa sổ khác được công ty Tolotschko của Belarus từ Hrodna sản xuất. Nhà thờ làm lễ tái khai trương ngày 12 tháng 12 năm 1999 và được hồng y quốc vụ khanh của giáo triều Rôma Angelo Sodano tái thánh hiến. Liên kết với nhà thờ chính tòa có một thư viện, một tòa soạn tạp chí Công giáo tiếng Nga "Sứ giả Công giáo – Ánh sáng Phúc âm" (tiếng Nga: Католический вестник — Свет Евангелия) cũng như văn phòng Caritas địa phương.

## Kiến trúc và các vật trang trí

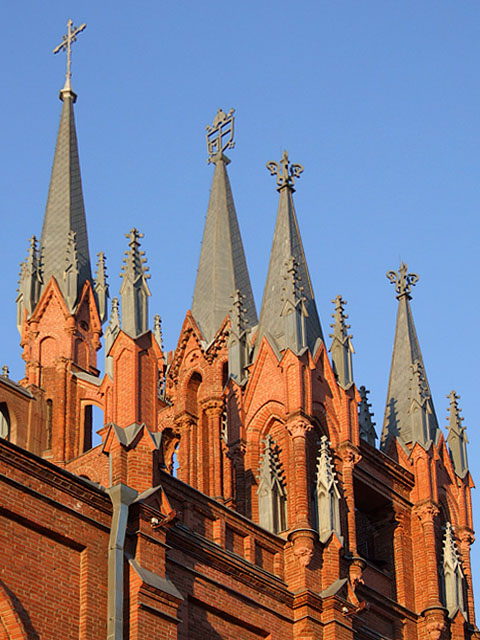
Cận cảnh các tháp nhọn. Tháp nhọn ở giữa hình là hình huy hiệu của giáo hoàng Gioan Phaolô II.

Nhà thờ chính tòa được xây theo phong cách kiến trúc tân Gothic, có 3 gian dọc và cánh ngang theo hình thập tự với gian cung thánh hình bán nguyệt. Nhà thờ được xây toàn bằng gạch đỏ, không trát vữa xi măng bên ngoài. Năm gian chính theo chiều dọc dài 65 mét (213 ft), mỗi gian này lại có nhánh phụ dài 13 mét (43 ft). Tháp cửa trời lấy sáng hình bát giác bên trên chỗ giao nhau giữa gian giữa và gian ngang cao 30 mét (98 ft). Mặt tiền nhà thờ dựa trên thiết kế của tu viện Westminster, còn tháp chuông thì hơi giống tháp của nhà thờ chính tòa Milano. Điển hình cho nhà thờ theo phong cách cũ, mỗi gian dọc ở hai bên đều được gia cố bằng 5 cột trụ tường, 10 trụ tường tổng cộng tượng trưng cho Mười điều răn. Các thánh giá được dựng lên bên trên mỗi tháp chuông; tháp nhọn ở giữa mặt tiền và 2 tháp nhọn ở 2 bên mang hình huy hiệu của Giáo hoàng Gioan Phaolô II và huy hiệu của tổng Giám mục Tadeusz Kondrusiewicz.
Muời bậc bước lên cửa chính tượng trưng cho 10 điều răn, còn bậc thứ 11 tượng trưng cho chúa Giêsu Kitô. Cửa chính tượng trưng cho cửa thiên đàng, nơi tới được bằng cách giữ 10 điều răn và những lời dạy của chúa Giêsu. Cửa chính có các cột bao quanh trên đầu là trán cửa hình tam giác. Trán cửa này được trang trí bằng một hình đắp nổi, ở giữa hình đắp nổi có các chữ cái lồng nhau màu vàng "VMIC" (Virgo Maria Immaculata Concepta, chữ Latin có nghĩa là "Maria, được hoài thai không mắc tội tổ tông truyền") thay cho thiết kế kiến trúc ban đầu là Ngôi sao David, nhắc tới đức tin Do Thái giáo của đức Trinh nữ Maria. Bên trên trán cửa hình tam giác là một cửa sổ hình hoa hồng cao 3 mét (9,8 ft) bằng đá trong mờ và sáng màu.

### Nội thất

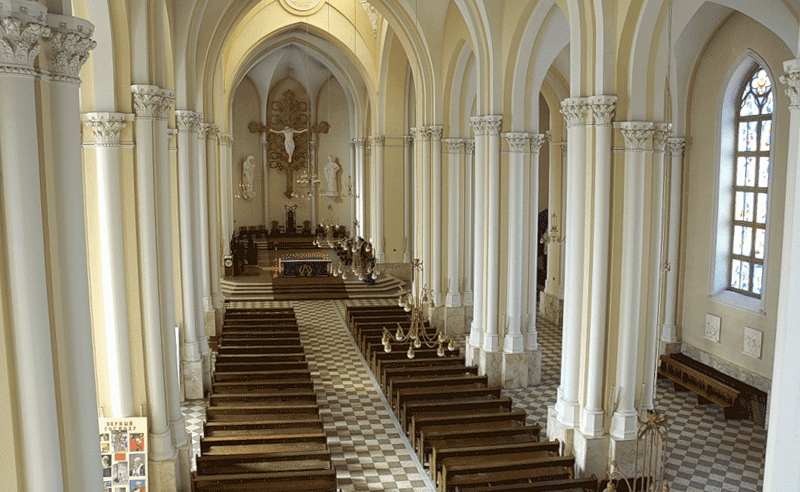
Bên trong nhà thờ chính tòa, nhìn từ tầng gác chứa đại phong cầm

Ở 2 bên lối đi phụ vào nhà thờ có một tượng thánh giá bằng đá và một bồn nước phép. Trên cao phía bên trái có một viên gạch từ Vương cung Thánh đường Thánh Gioan Laterano, còn bên phía phải là huy chương Năm Thánh 2000. Trong tầng hầm mộ có nhà nguyện nhỏ, các phòng dạy giáo lý và phòng của cơ quan từ thiện Caritas.
Gian dọc chính có kê các ghế dài, còn các gian dọc 2 bên có các tòa giải tội. Trước khi nhà thờ bị đóng cửa năm 1938 thì trong các tòa giải tội có kê ghế dài. Sau khi tái thiết thì phía bên trái được dành cho phụ nữ, còn phía bên phải dành cho nam giới. Cả hai gian dọc bên cạnh đều cách với gian dọc giữa bởi các hàng cột, gồm 4 cột lớn và 2 cột nhỏ. Các cột và mái nhà được sơn màu trắng, còn tường thì sơn màu kem. Sàn nhà thờ được ghép bằng đá cẩm thạch màu sáng và màu xám theo ô vuông.
Phần lớn các cửa sổ kính màu ở độ cao 8,5 mét (28 ft) đều có các hoa văn trừu tượng. Những cửa sổ ở phía trước thể hiện huy hiệu của các sứ thần Tòa Thánh, John Burkowski và Francesco Colasuonno. Các cửa sổ ở cánh ngang nhà thờ thì hơi lớn hơn và có hoa văn phức tạp hơn. Cửa sổ kính màu ở cánh ngang phía bên phải mô tả hình thánh Phêrô và thánh Anrê, tượng trưng cho hai nhánh tây và đông của Giáo hội Công giáo. Cửa sổ kính màu ở cánh ngang đối diện bên trái mô tả đức Giáo hoàng Gioan Phaolô II đang nhìn ngắm đức Mẹ Fatima. Ở gian giữa, dưới các cửa sổ, là 14 hình đắp nổi mô tả 14 chặng đàng Thánh Giá.
Lối vào phòng áo lễ nằm ở cuối cánh ngang bên phải, gần gian cung Thánh; ở cuối cánh ngang phía bên trái là nhà nguyện kính Lòng Nhân từ Chúa. Tòa đặt Mình Thánh Chúa đặt trên bàn thờ của nhà nguyện này. Bàn thờ chính của nhà thờ được bọc bằng đá cẩm thạch màu xanh đen, có chứa thánh tích của các thánh Anrê, Zenon thành Verona, Gregory thành Nyssa, Gregory thành Nazianzus, Cosmas và Damiano, Basilissa và Anastasia, cũng như ảnh Áo đức Bà và một tặng phẩm của giáo phận Verona. Tòa giảng nằm ở phía bên phải của bàn thờ, được bọc bằng cùng loại đá cẩm thạch như bàn thờ. Phía sau bàn thờ, trên tường của gian cung thánh, có một Thánh giá bằng đá cao 9 mét với tượng chúa Giêsu chịu đóng đinh cao 3 mét. Các hình trên lớp vữa mô tả Maria và thánh Gioan Tẩy giả do kiến trúc sư Svyatoslav Sakhlebin làm, một ở bên trái và một ở bên phải của các rầm chìa. Đối diện với bàn thờ và ở phía trên của tiền sảnh là tầng gác đặt đàn đại phong cầm, ban đầu có sức chứa 50 người hợp ca; nhưng một phần lớn tầng gác này nay đã bị đàn đại phong cầm choán chỗ.

### Đàn đại phong cầm và các chuông

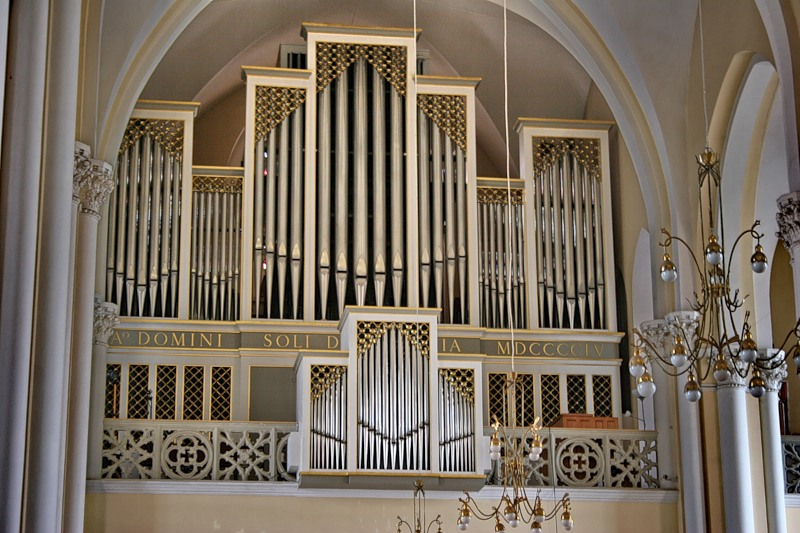
Đàn đại phong cầm của nhà thờ năm 2007

Đàn đại phong cầm hiện nay của nhà thờ là chiếc đàn thứ ba kể từ khi xây dựng nhà thờ, và là một trong các đại phong cầm lớn nhất ở Nga. Chiếc đàn organ thứ nhất bị Nhà nước tịch thu năm 1938; chiếc đàn thứ hai - một đàn organ điện với 60  ống điều chỉnh hơi - được đưa vào sử dụng trong dịp trùng tu nhà thờ năm 1999. Chiếc đàn này do tổ chức từ thiện "Trợ giúp Giáo hội Nga" của Hoa Kỳ tặng. Chiếc đàn này được thay thế bằng đàn đại phong cầm trong thời gian từ năm 2002–2005.
Đàn đại phong cầm này được công ty Orgelbau Kuhn AG ở Männedorf, Thụy Sĩ chế tạo năm 1955 cho Nhà thờ chính tòa Tin Lành Cải cách Basel Münster ở Basel,Thụy Sĩ. Nhà thờ chính tòa Basel Münster đã tặng chiếc đàn này cho Nhà thờ Đức Mẹ Vô Nhiễm Moskva bắt đầu từ năm 2002, nhưng tới năm 2005 mới chuyển hết các chi tiết được tháo rời ra - ngoại trừ ống đàn bè trầm chính số 65 dài tới 10 mét, được giữ lại. Khi vận chuyển, các ống đàn được bọc trong những quần áo mới do người dân Basel tặng, sau đó số quần áo này đã được phân phát cho người nghèo ở Moskva. Việc lắp ráp các chi tiết ở Moskva được thực hiện bởi công ty Orgelbau Schmid ở Kaufbeuren, Đức, dưới sự chỉ đạo của Gerhard Schmid, người đã từ chối không nhận tiền thanh toán cho công việc của mình. Trong thời gian lắp ráp, Schmid bị tử nạn vì bị rơi xuống từ giàn ráo vào ngày 9 tháng 9 năm 2004; sau đó người con của ông – Gunnar – đã hoàn tất việc lắp ráp.
Ống đàn bè trầm chính dài 10 mét được giữ lại, sau đó đã được dùng cho chiếc đàn organ mới của nhà thờ chính tòa Münster. Ống đàn này có khả năng tạo một âm 16,35 Hertz, với âm Đô trầm có 4 quãng 8 trầm hơn âm Đô trung, sau đó đã được tái tạo ở Moskva và được gắn thêm vào đàn đại phong cầm của nhà thờ trong năm 2009.

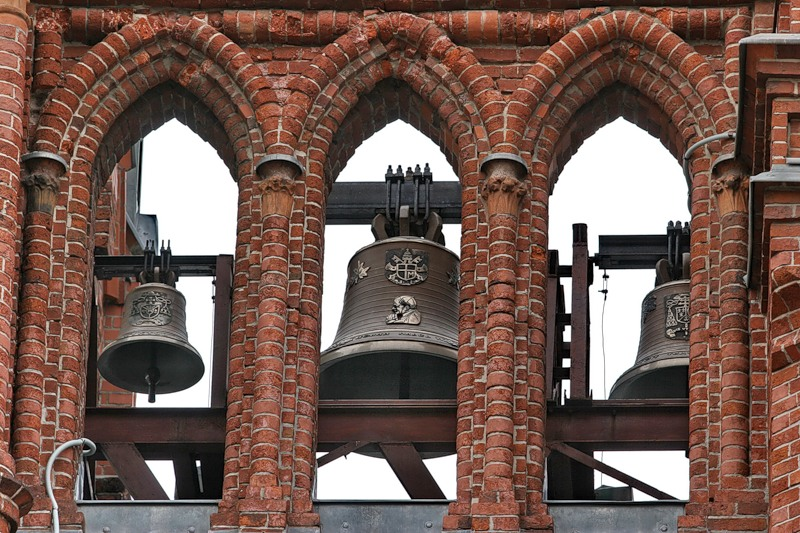
Các quả chuông của nhà thờ

Năm quả chuông của nhà thờ được đặt trong vòm cuốn gồm 3 vòm đỉnh nhọn bên trên mái nhà thờ ở bên trái mặt tiền. Chúng được đúc tại xưởng đúc chuông Felczyński ở Przemyśl, Ba Lan, và được Giám mục Wiktor Skworc trao tặng. Chiếc chuông lớn nhất cân nặng 900 kilôgam (2.000 lb) mang tên "Đức Mẹ Fatima". Còn các chuông khác mang các tên - từ chuông nhỏ nhất tới chuông lớn nhất: "Gioan Phaolô II"; "thánh Juda Tông đồ", (theo tên thánh quan thầy của tổng Giám mục Tadeusz Kondrusiewicz); "Năm Thánh 2000"; và "thánh Victor" (theo tên thánh quan thầy của Giám mục Wiktor Skworc.. Bộ chuông này được kích hoạt bằng điện.

## Thế kỷ 21
Ngày 11 tháng 2 năm 2002, Giáo hoàng Gioan Phaolô II đã thiết lập "Tổng giáo phận Công giáo Moskva" và bổ nhiệm Tổng Giám mục Tadeusz Kondrusiewicz làm quản nhiệm Tông tòa, đồng thời nâng nhà thờ Đức Mẹ vô nhiễm lên hàng Nhà thờ chính tòa của tổng giáo phận. Quyết định này đã bị Thượng phụ Chính thống giáo Aleksiy II chỉ trích, cho rằng đây là việc "thù địch", vì ông cho rằng Giáo hội Công giáo Rôma coi nước Nga là một cánh đồng truyền giáo.. Tháng 3 năm 2002, các thành viên của nhà thờ chính tòa và các giáo dân Công giáo từ các thành phố châu Âu khác đã tham gia buổi đọc tràng hạt Mân Côi do Giáo hoàng dẫn dắt thông qua phương tiện truyền hình.
Từ khi tái mở cửa, nhiều lễ nghi phụng vụ đã được cử hành hàng ngày trong nhà thờ. Ngôn ngữ chính trong thánh lễ là tiếng Nga, nhưng cũng có các thánh lễ được cử hành bằng tiếng Ba Lan, tiếng Anh, tiếng Pháp, tiếng Tây Ban Nha, tiếng Triều Tiên, tiếng Latin và tiếng Armenia (theo Nghi lễ Armenia).
Đàn đại phong cầm tái thiết — với 74 nút điều chỉnh hơi, 4 dàn phím và 5.563 ống hơi — được Tổng Giám mục Tadeusz Kondrusiewicz thánh hiến ngày 16 tháng 1 năm 2005. Sau lễ thánh hiến là buổi hòa nhạc mở đầu "Liên hoan quốc tế nhạc đàn organ lần thứ nhất" (First International Festival for Organ Music). Liên hoan này kéo dài 1 tháng với nhiều buổi hòa nhạc organ trong nhà thờ chính tòa này. Buổi hòa nhạc kết thúc liên hoan diễn ra dưới sự điều khiển của nhạc sĩ chơi đàn organ James Edward Goettsche của Vương cung thánh đường Thánh Phêrô. Đàn organ và các buổi hòa nhạc phụng vụ diễn ra thường xuyên trong nhà thờ chính tòa này; thông thường thì vào cửa miễn phí, ngoại trừ những buổi hòa nhạc chọn lọc phải mua vé vào cửa. Một buổi hòa nhạc tưởng niệm những nạn nhân của Vụ rơi máy bay Tu-154 của Không quân Ba Lan năm 2010 đã được tổ chức ngày 12 tháng 4 năm 2010.